# Rachel Keller
Rachel Rye Keller, född 25 december 1992, är en amerikansk skådespelerska. Hon är mest känd för sin roll som Sydney "Syd" Barrett i FX-serien Legion och Cassandra Pressman i Netflix-serien The Society.

## Bakgrund
Keller föddes i Los Angeles och växte upp i Saint Paul, Minnesota.